# Молочай тонкий
Молочай тонкий (Euphorbia subtilis) — вид квіткових рослин родини молочаєвих (Euphorbiaceae).
За іншими даними таксон є синонімом до Euphorbia microcarpa (Prokh.) Krylov.

## Біоморфологічна характеристика
Це багаторічна рослина. Стебла 10–40 см заввишки, частіше прості. Листки лінійно-довгасті, до 45 мм завдовжки, 1.5–5 мм завширшки, розширені біля середини, щільні, трохи шкірясті. Нектарники з короткими ріжками.

## Поширення
Поширення: Україна, Росія, Північний Кавказ, Південний Кавказ.
В Україні росте на степових схилах і оголеннях, на узліссях — у Лісостепу та на північному сході Степу.